# 렉서스 RX
렉서스 RX(Lexus RX)는 토요타의 고급 브랜드인 렉서스의 전륜구동 기반 준대형 크로스 오버 SUV이다. RX는 Radiant Crossover의 머리 글자에서 따온 것이다. 일본에서 렉서스 브랜드가 런칭되기 전에 출시되었던 1세대와 2세대는 토요타 해리어로 판매되었으며, 3세대부터는 별도로 판매되고 있다. 일본 후쿠오카현과 캐나다 온타리오주에서 생산된다. 토요타 캠리의 플랫폼을 이용한다.

## 1세대

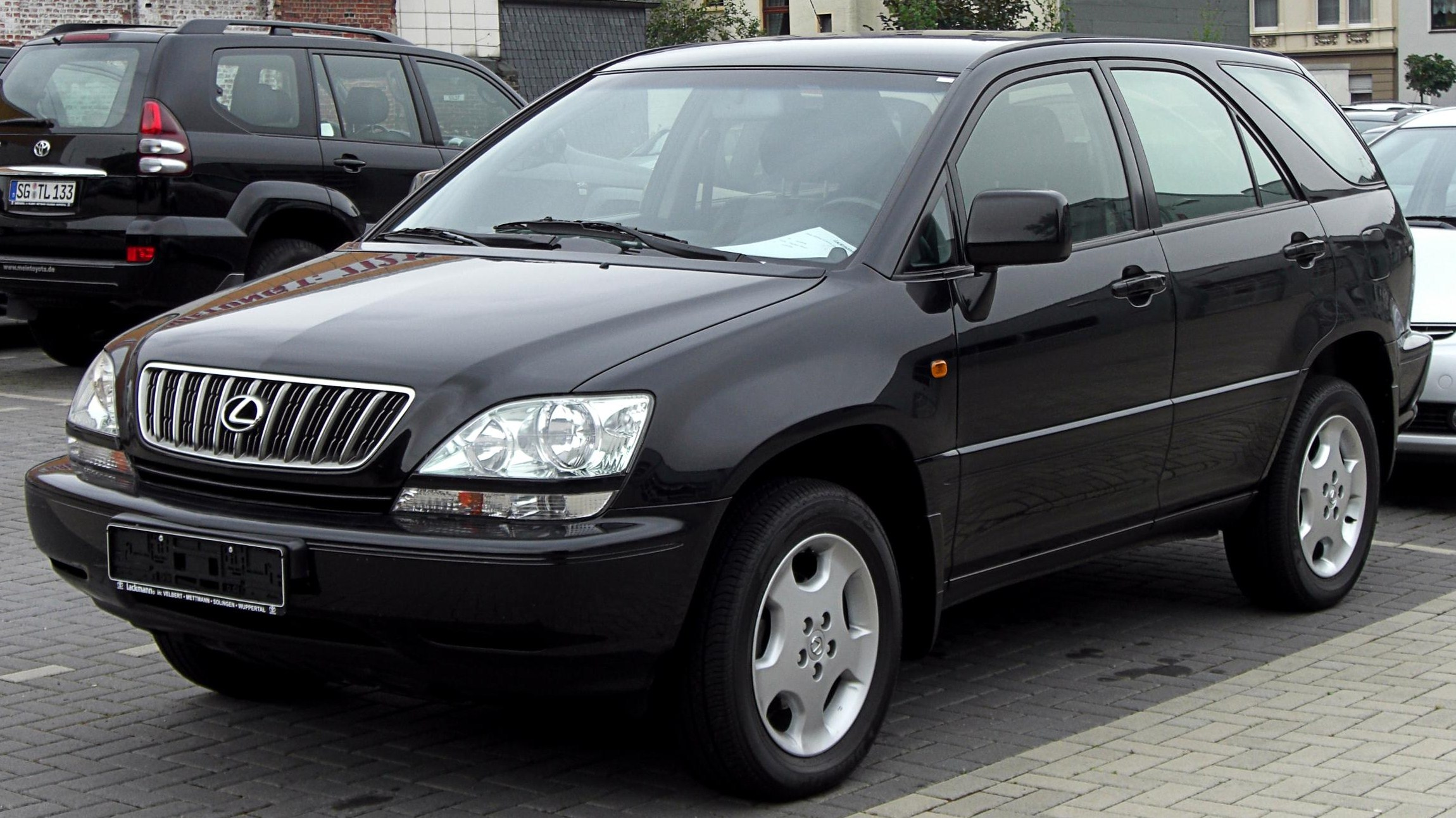
렉서스 RX 정측면

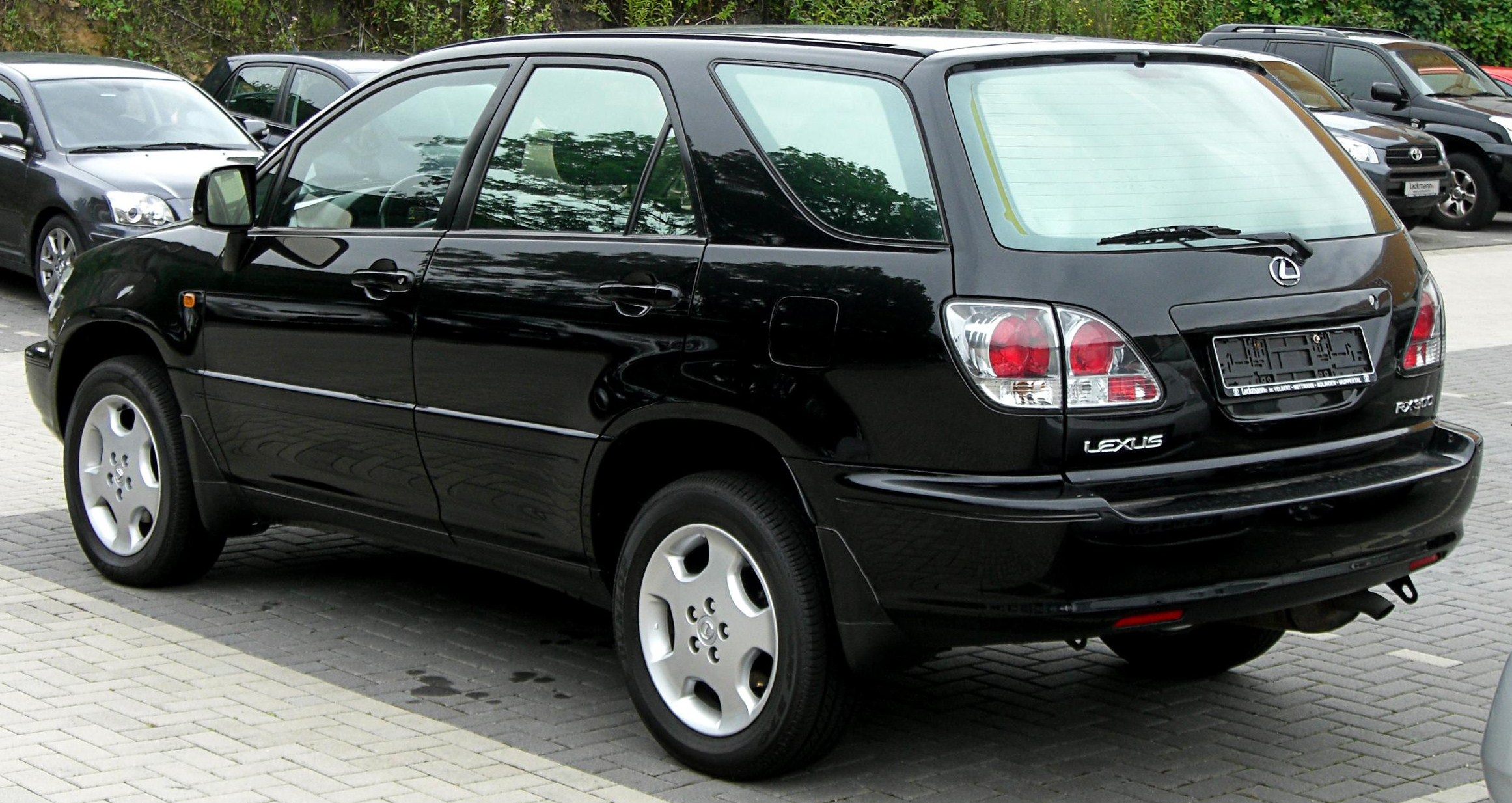
렉서스 RX 후측면

고급 세단의 승차감과 쾌적성을 겸비한 SUV로 개발되었다. 1997년에 출시되었고, 해외에서는 렉서스를 통해 1998년에 선보였다. 출시 직후부터 북미 시장에서 폭발적인 인기 차종이 되어 이후 5년 동안 약 37만 대가 팔렸다. 품질 신뢰도가 높고, JD 파워 등 시장 조사 평가에서도 상위권에 기록된 적이 많았다. V6 3,000cc 가솔린 엔진을 얹은 RX300이 판매되었고, 대한민국에서는 렉서스가 첫 런칭한 2001년부터 공식 판매가 이루어졌다.

## 2세대

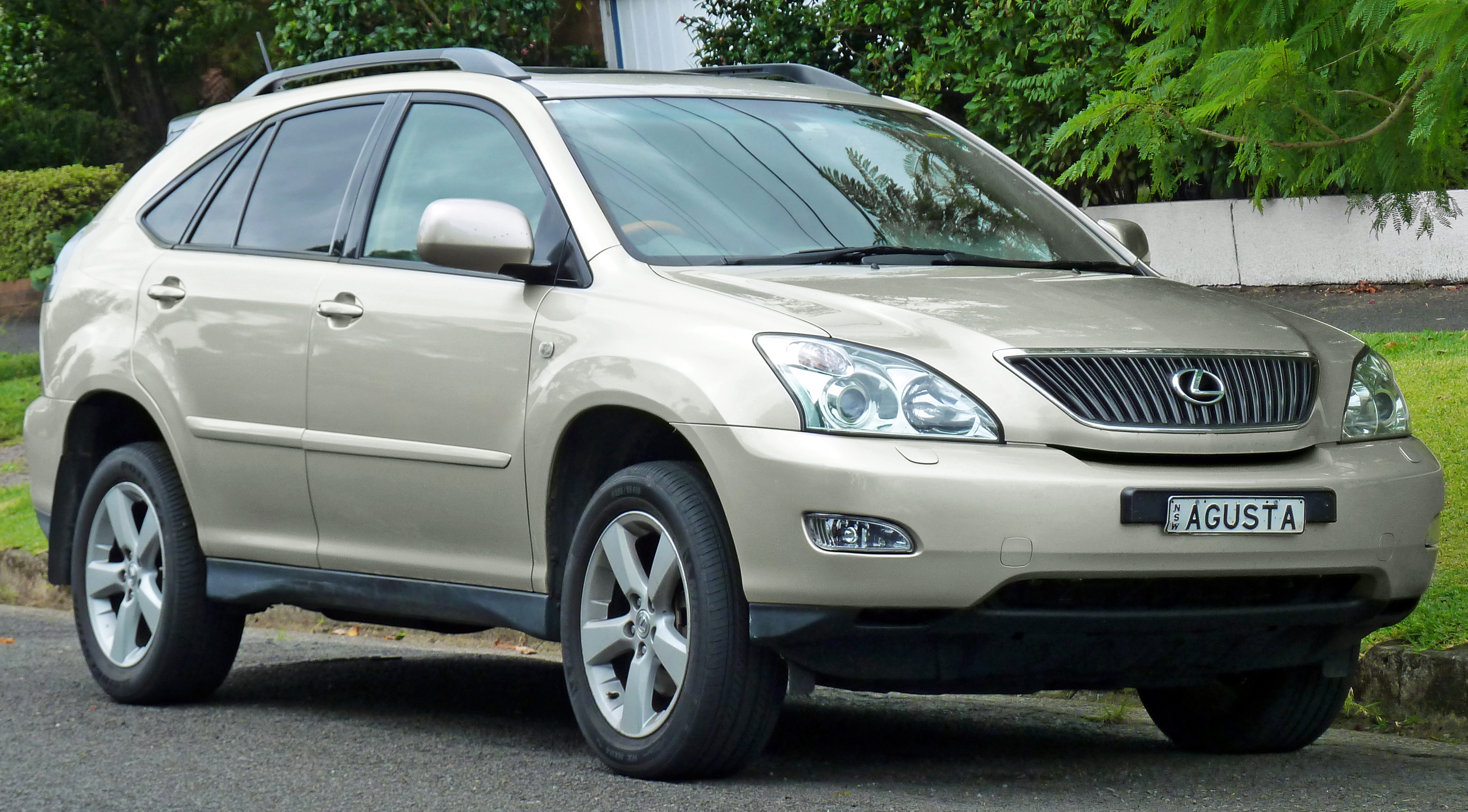
렉서스 RX 정측면

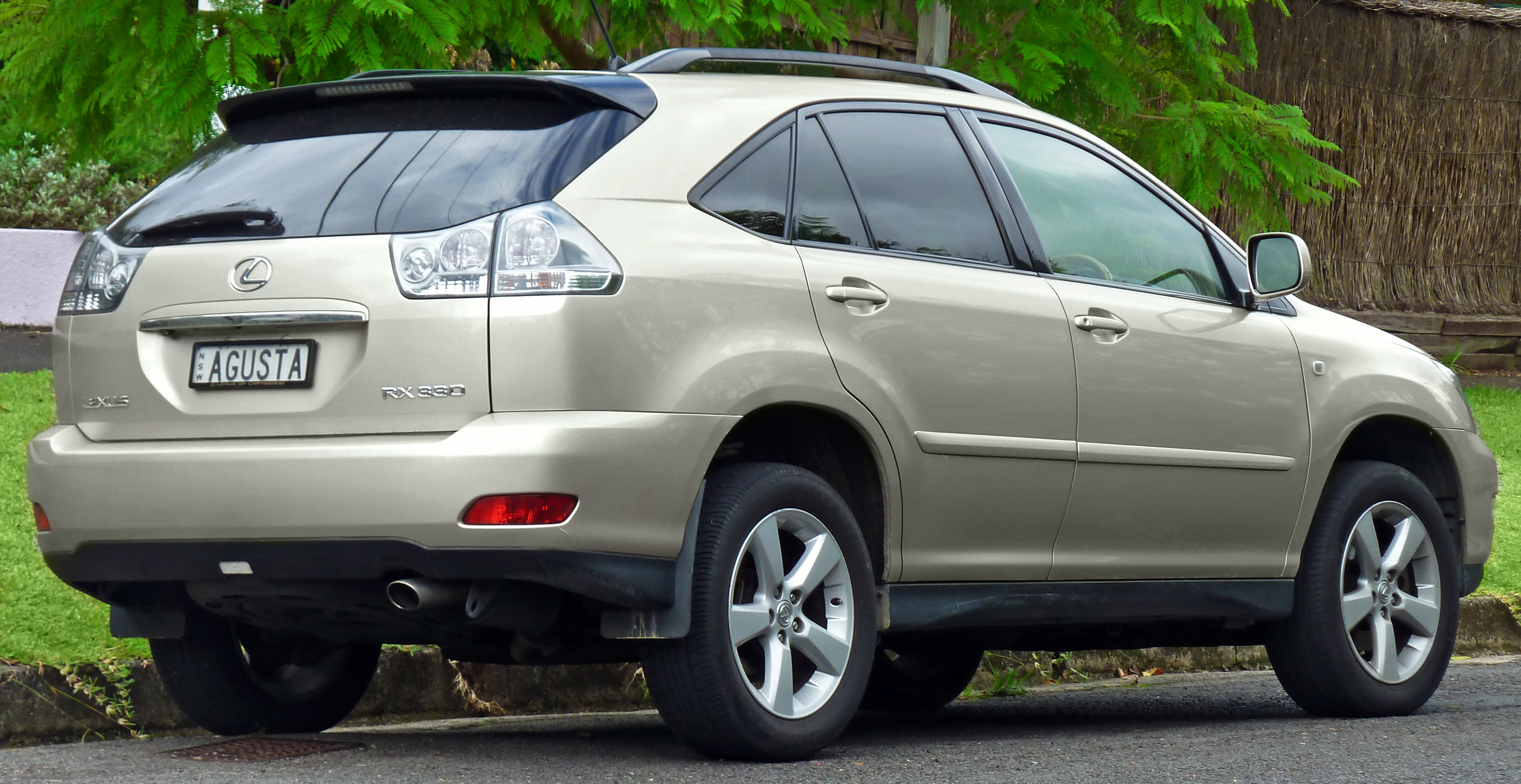
렉서스 RX 후측면

V6 3,300cc 가솔린 엔진을 얹어 RX330이라는 세부 트림명으로도 불렸으나 이후 V6 3,500cc 가솔린 엔진을 얹은 RX350으로 대체되었다. 볼륨감 넘치는 차체에 날카로운 헤드램프와 프런트 노즈가 날렵한 느낌을 주며, 파노라마 선 루프, 전동 테일 게이트, 운전석 무릎 에어백 등이 적용되었다. 2005년에는 V6 3,300cc 가솔린 엔진에 전기 모터를 결합한 하이브리드 사양인 RX400h도 선보였다. 고급 SUV로는 세계 최초의 하이브리드 차종이다.

## 3세대

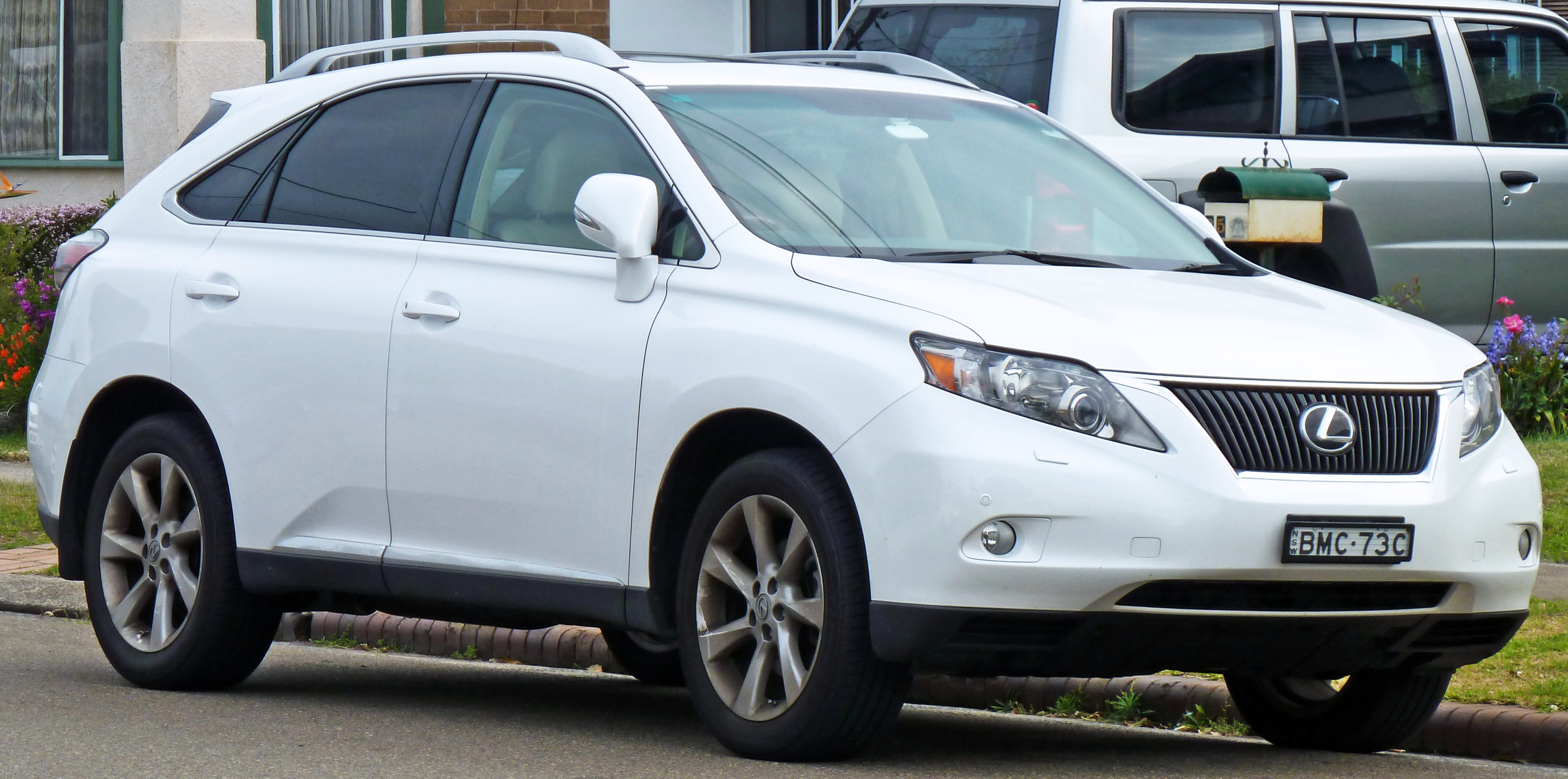
렉서스 RX(전기형) 정측면

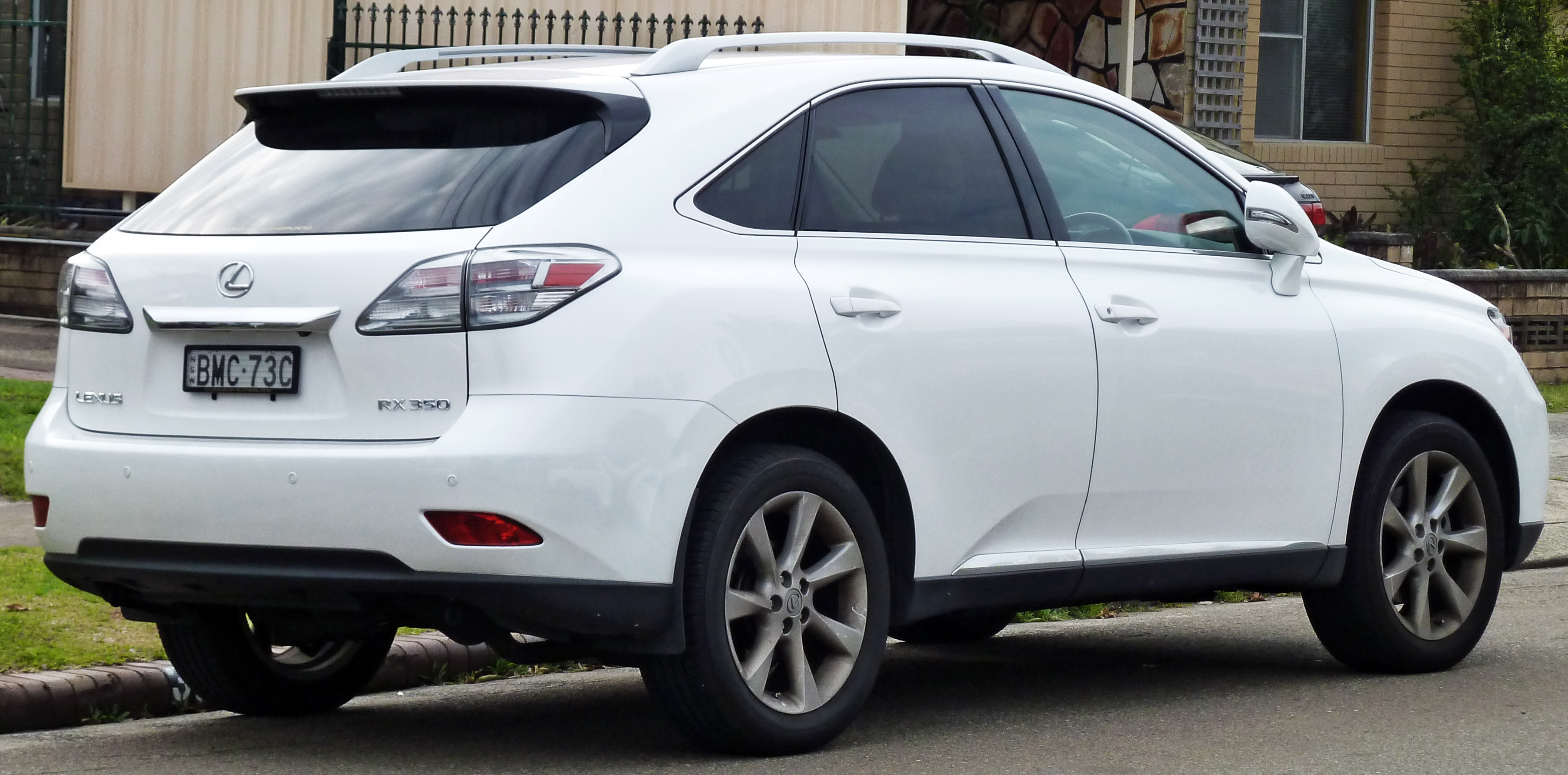
렉서스 RX(전기형) 후측면

2008년에 발표된 컨셉트 카 LF-Xh의 양산형 차종으로 선보였으며, 렉서스가 런칭된 일본에서도 3세대 RX가 출시되었다. 그러나 토요타 해리어는 2세대가 2013년 7월까지 병행 생산되었고, 같은 해 12월에 3세대로 풀 모델 체인지를 거쳐서 3세대 RX와는 별도로 판매되고 있다. V6 3,500cc 가솔린 엔진의 RX350과 V6 3,500cc 가솔린 엔진에 전기 모터를 결합한 하이브리드 사양인 RX450h가 있다. 대한민국을 제외한 다른 국가에서는 직렬 4기통 2,700cc 가솔린 엔진의 RX270도 있다. 이전의 기계식 풀 타임 4륜구동에서 전자식 파트 타임 4륜구동으로 바뀌었다. 햅틱 방식의 리모트 터치 컨트롤 기능과 헤드 업 디스플레이 등을 적용되어 운전에 불필요한 동작을 최소화시킨다. 2012년에는 렉서스 GS#4세대 GS로부터 시작된 렉서스의 새로운 패밀리 룩인 스핀들 그릴이 적용되는 등 페이스 리프트를 거쳤다.

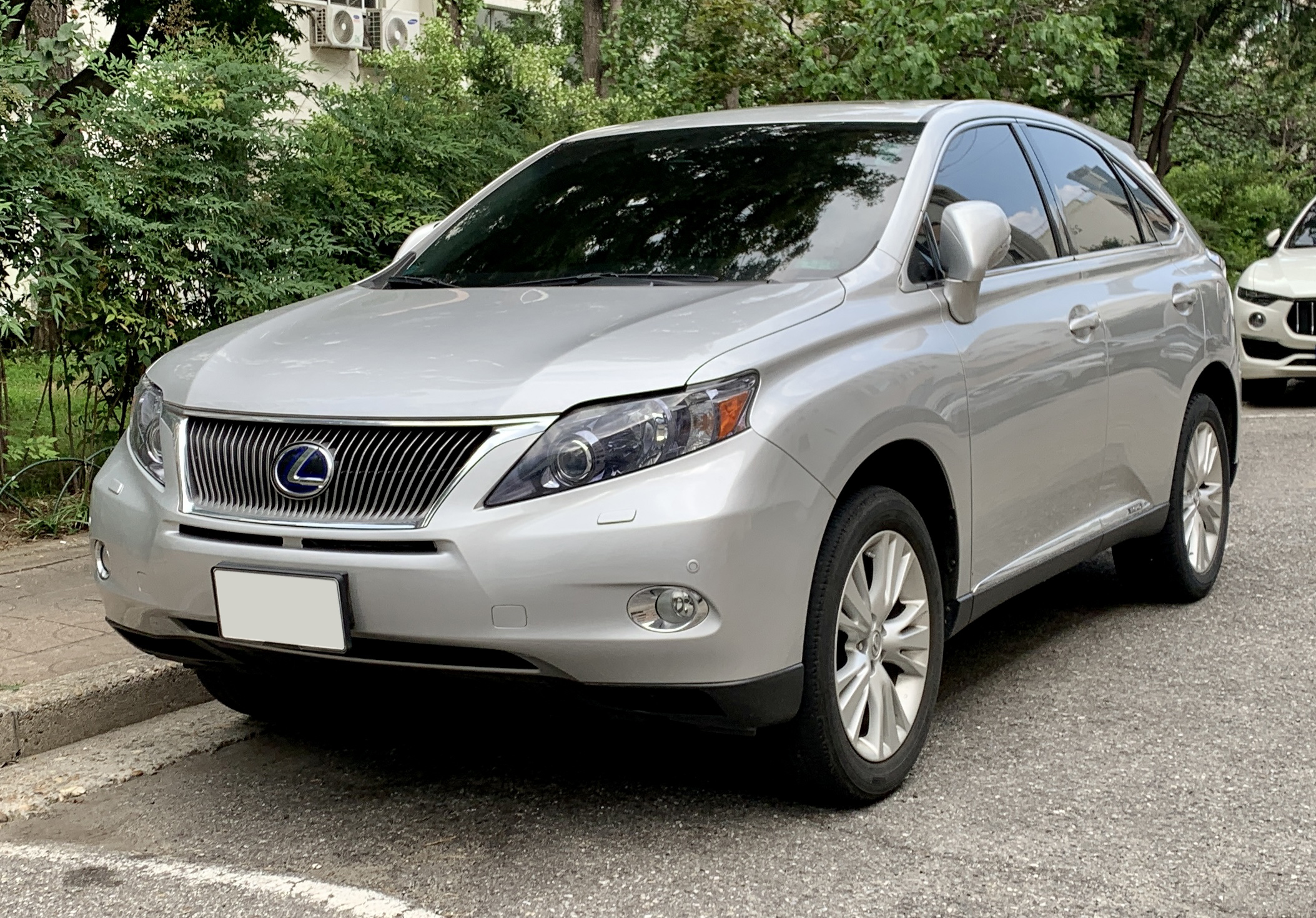
렉서스 RX(후기형) 정측면
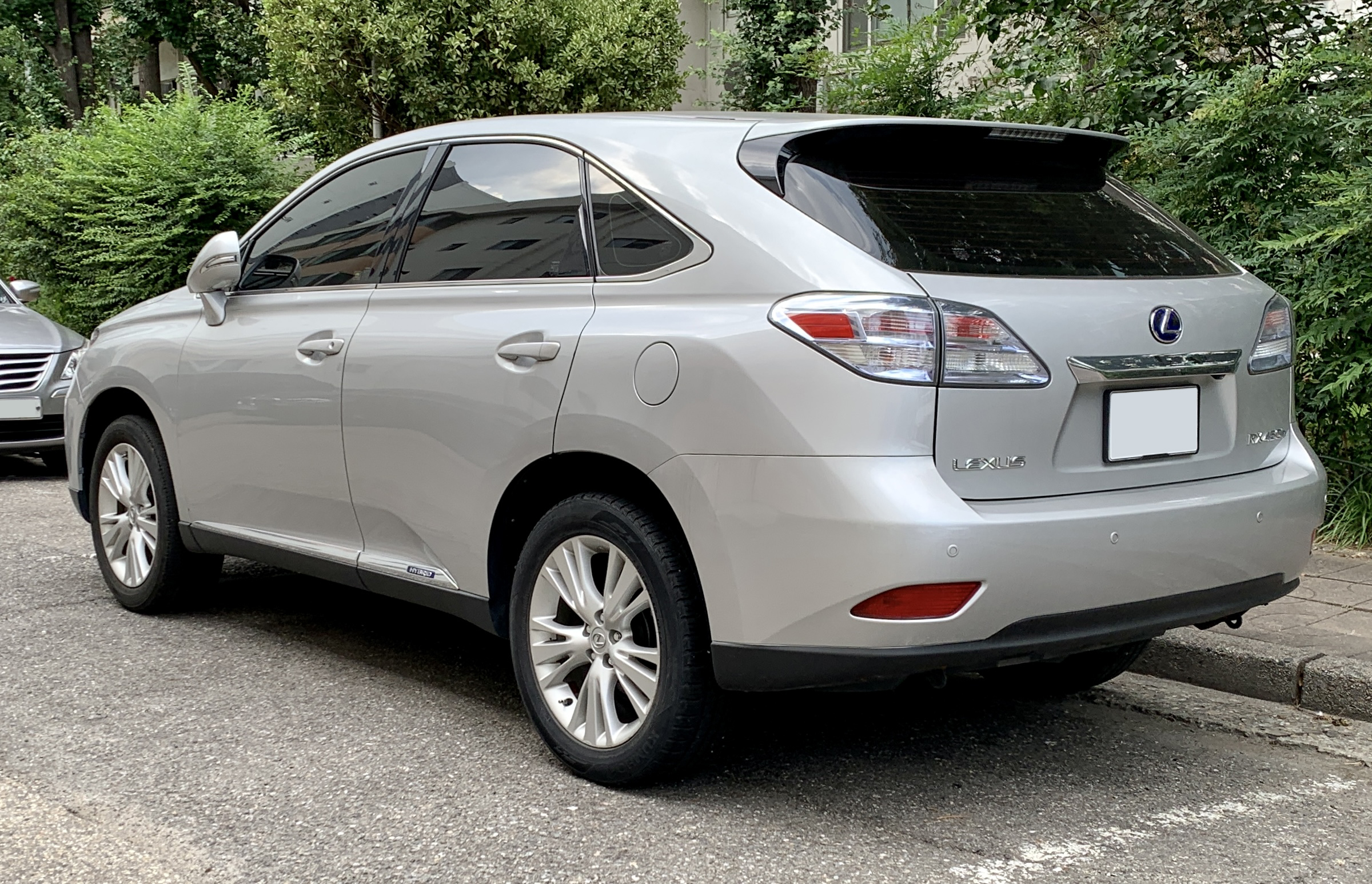
렉서스 RX(후기형) 후측면

## 4세대

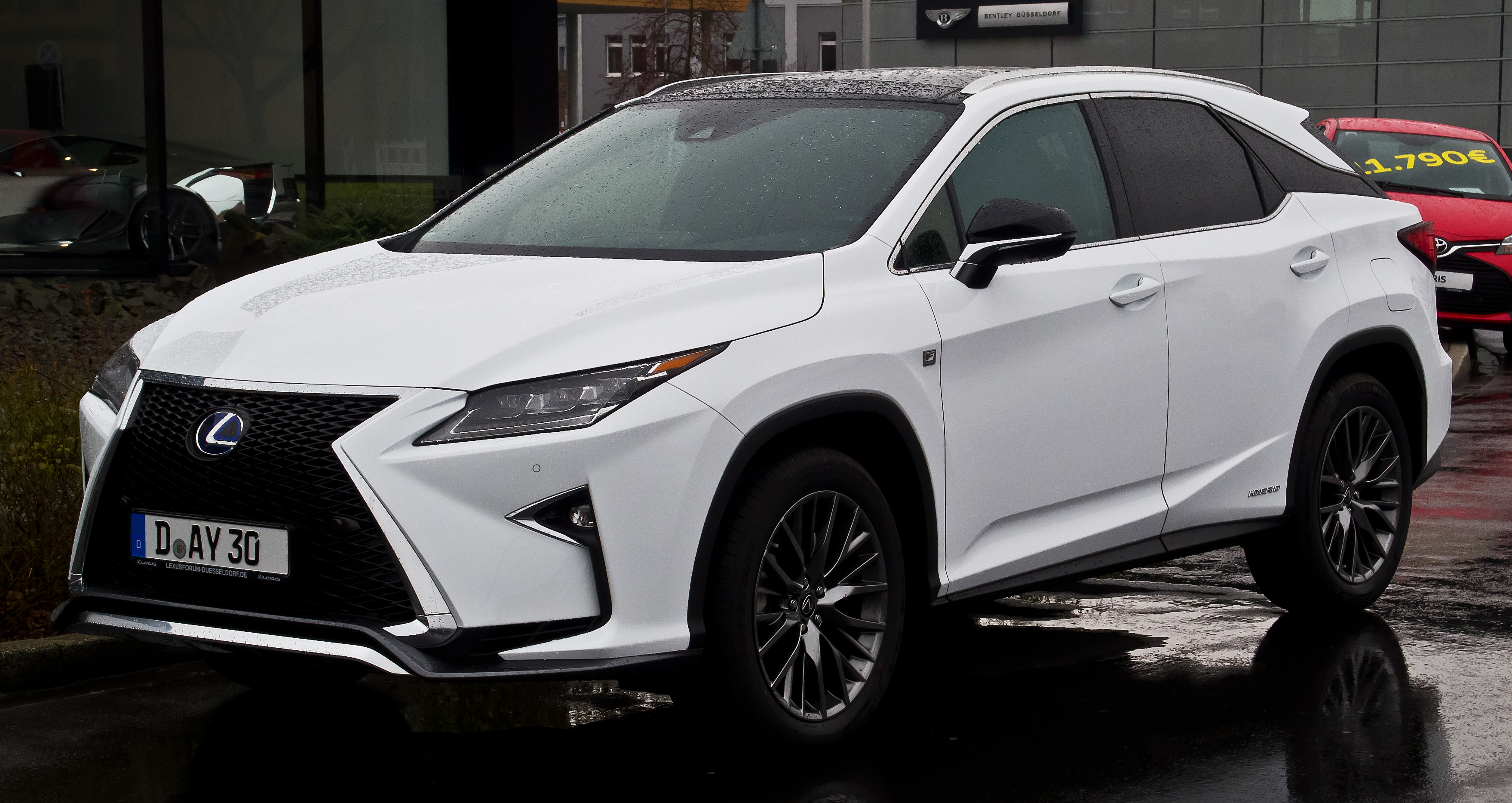
렉서스 RX 정측면

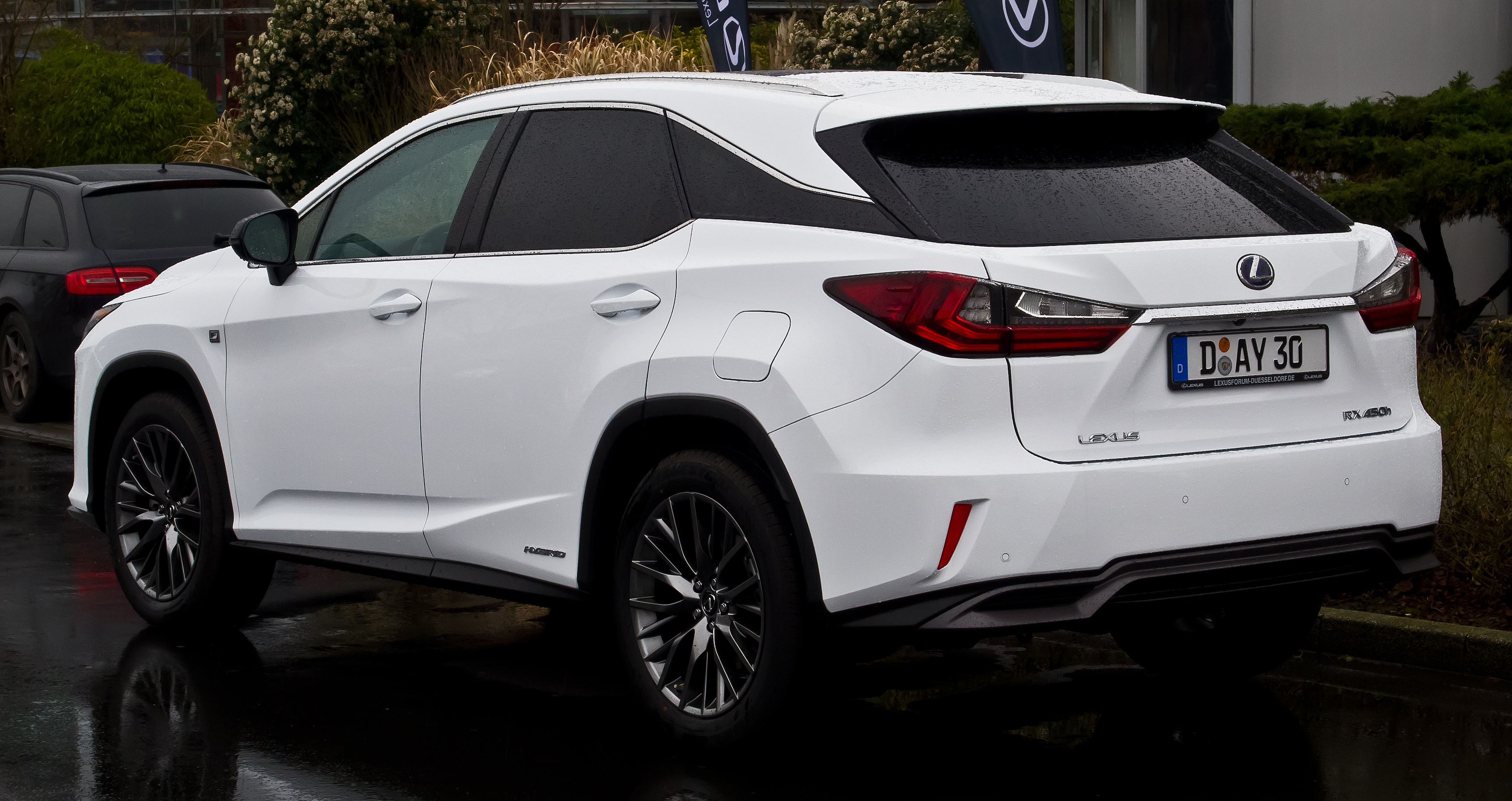
렉서스 RX 후측면

준대형 SUV 시장의 대형화 트렌드가 반영되어 전장 120mm, 전폭 10mm, 전고 20mm, 축거 50mm가 늘어났다. 렉서스의 패밀리 룩으로 자리잡은 스핀들 라디에이터 그릴부터 리어 램프까지 이어지는 마름모꼴의 바디와 돌출된 전·후 휠 플레어가 특징이다. 여기에 L자 모양의 LED 헤드 램프와 화살촉 형상의 LED 주간 주행등이 적용되어 고급스러움을 구현하였다. 내부 인테리어 트림을 3D 필름, 레이저컷 우드, 리얼 알루미늄으로 세분화하여 다양성을 꾀하였다. 렉서스 차종 중 최초로 도어 트림과 센터 콘솔에 레이저컷 우드로 품질을 높였다.
2017년에 전장을 늘려서 3열을 추가한 롱보디형이 공개되었으며, 롱보디에는 L이 붙는다. 대한민국에는 2020년 3월에 RX450hL을 통해 롱보디형을 선보였으며, 6인승으로 승인받았다. 하지만 RX 롱보디형은 시장에서 좋은 평가를 받지 못했고, 이에 렉서스는 5세대 RX의 롱보디형을 내놓지 않는 대신 그랜드 하이랜더의 형제차로 개발한 렉서스 TX가 RX 롱보디형을 대체하기로 했다.

## 5세대

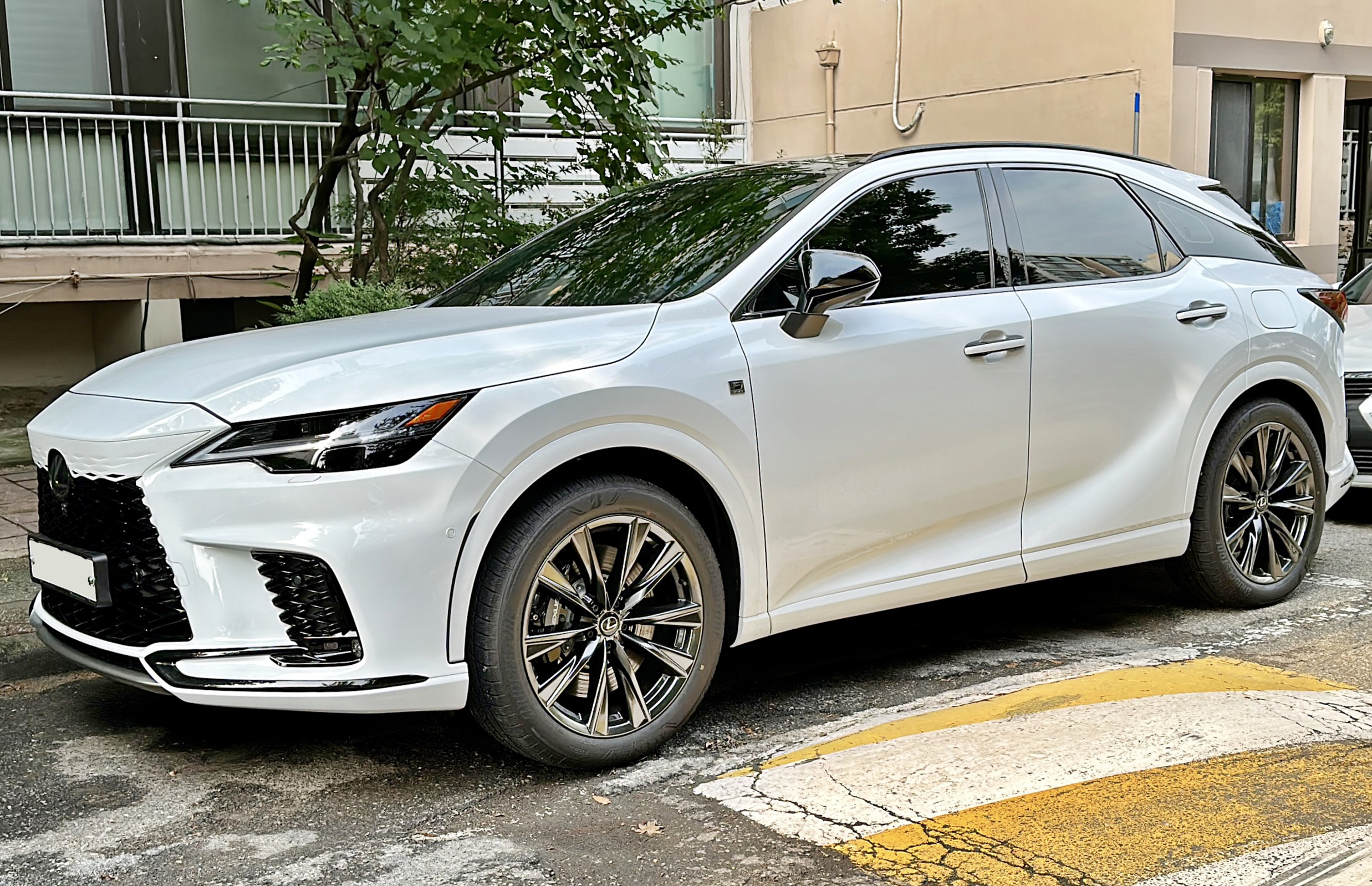
렉서스 RX 정측면

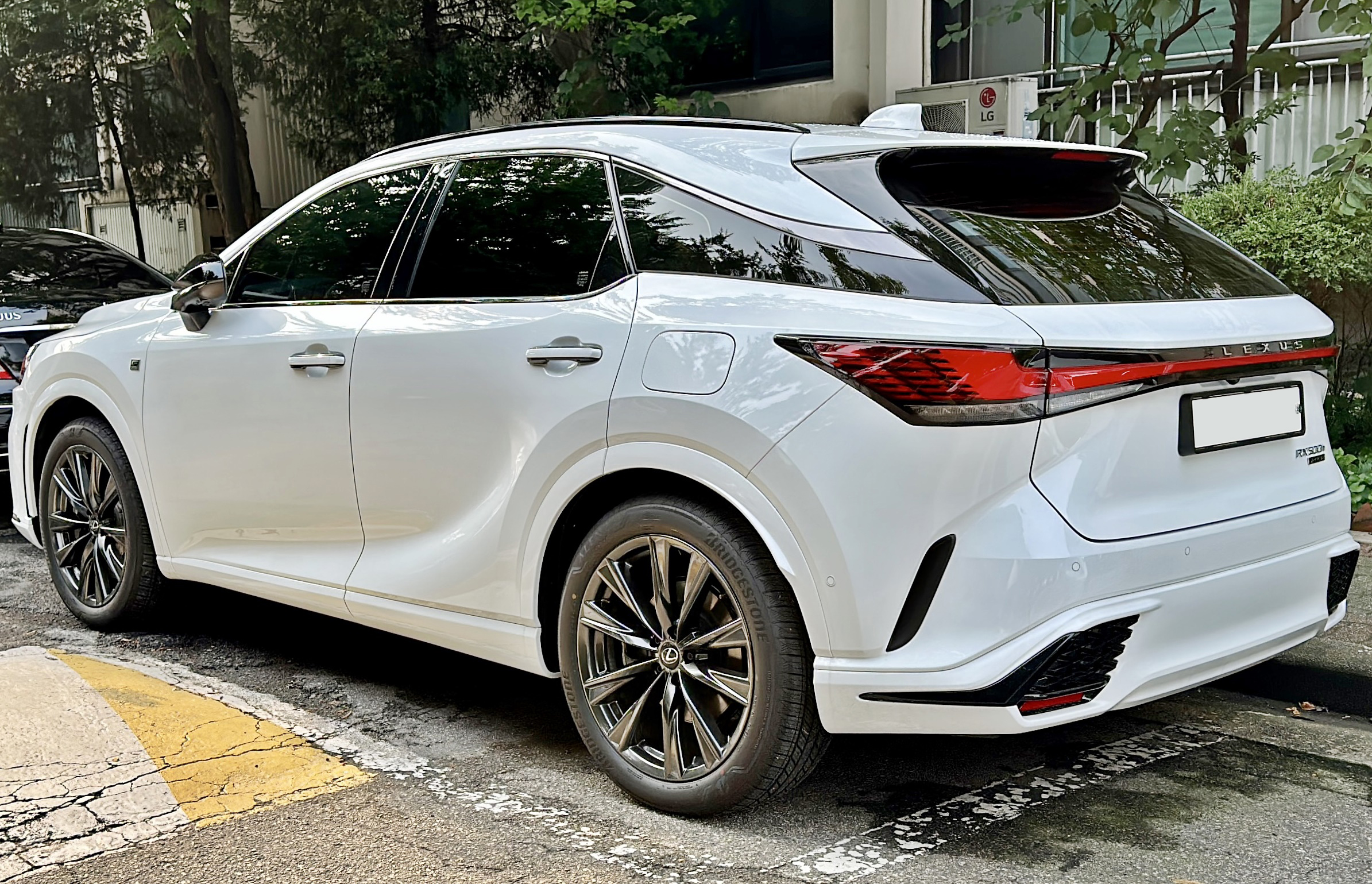
렉서스 RX 후측면

2022년 6월 1일 일본에서 첫 공개했다. 2.4리터 가솔린 터보 일반/하이브리드 엔진과 2.5리터 자연흡기 하이브리드로 엔진 라인업을 마련함에 따라 6기통 엔진이 사라졌다.